# Port lotniczy Dunedin
Port lotniczy Dunedin – port lotniczy położony 22 km na zachód od centrum Dunedin, w Nowej Zelandii. W 2000 obsłużył około 481 tys. pasażerów.

## Linie lotnicze i połączenia
Międzynarodowe
- Air New Zealand
  - Freedom Air (Brisbane, Gold Coast, Melbourne, Sydney)

Krajowe
- Air New Zealand (Auckland, Christchurch, Wellington)
- Mainland Air